# Alebroides flexus
Alebroides flexus är en insektsart som beskrevs av Irena Dworakowska 1997. Alebroides flexus ingår i släktet Alebroides och familjen dvärgstritar. Inga underarter finns listade i Catalogue of Life.